# Israir
Israir (en hebreu: ישראייר) és una aerolínia amb base a Tel-Aviv, Israel. Funciona amb vols programats i vols nacionals des de l'aeroport de Sde Dov a Tel-Aviv, així com a Haifa i a Eilat. Els serveis internacionals surten des de l'Aeroport Internacional Ben Gurion, i de l'Aeroport de Ovda, surten els vols a Europa, a Àfrica, i a Nova York. També duu a terme vols per a personatges VIP i vols de càrrega.

## Flota
La flota de Israir es formada per les següents aeronaus (a 1 de juliol de 2016):
- 3 Airbus A320-200
- 2 ATR 72-200